# Schattendorf
Schattendorf (ungarisch Somfalva, kroatisch Šundrof) ist eine Marktgemeinde mit 2388 Einwohnern (Stand 1. Jänner 2024) im Bezirk Mattersburg im Burgenland in Österreich. Das Gemeindegebiet ist Teil des Naturparks Rosalia-Kogelberg.

## Geografie

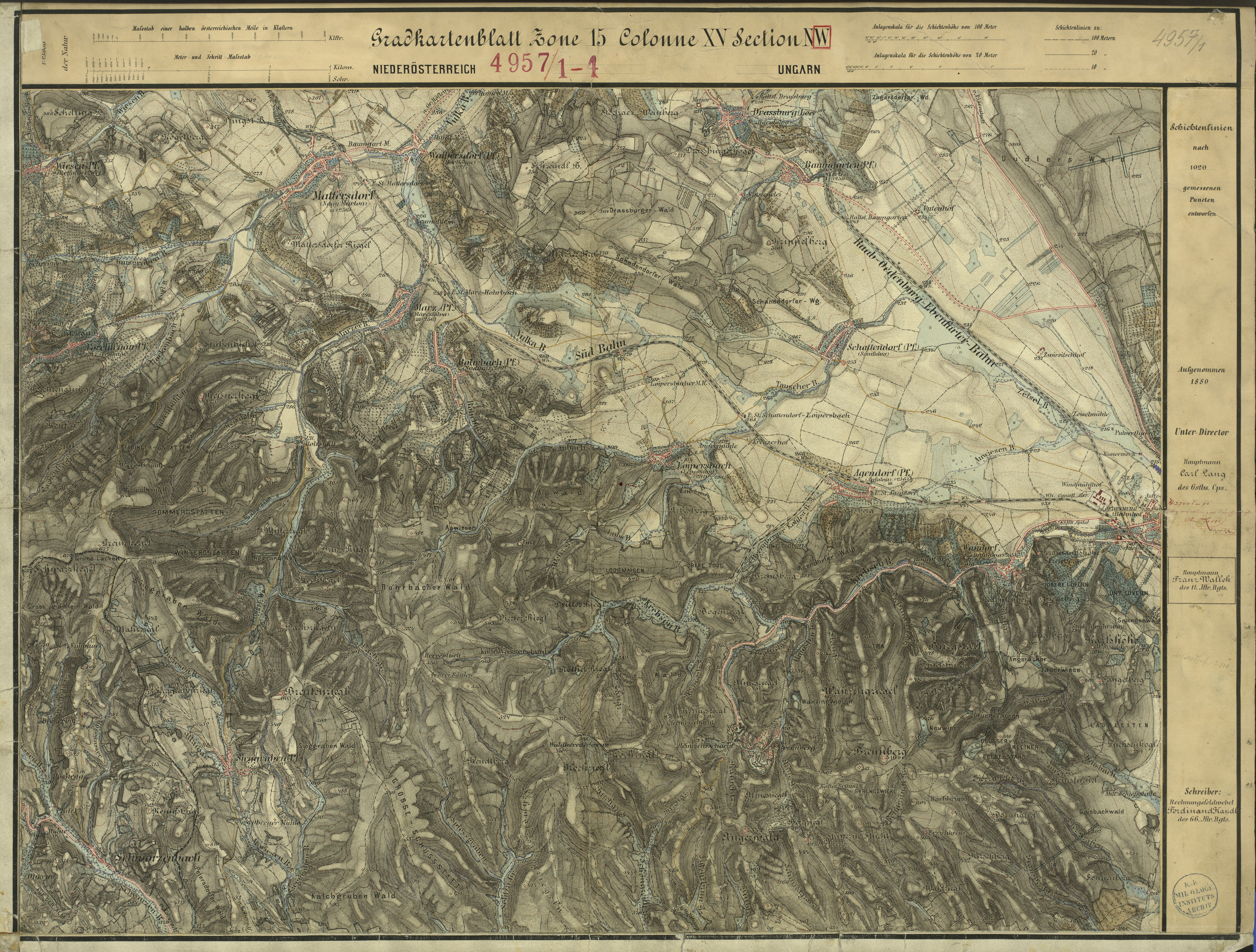
Schattendorf (Mitte), um 1880 (Aufnahmeblatt der Landesaufnahme)

Die Gemeinde Schattendorf liegt an der Grenze zu Ungarn westlich der ungarischen Stadt Ödenburg/Sopron. (Ödenburg) Es besteht auch ein Grenzübergang zur ungarischen Gemeinde Agendorf/Ágfalva (Agendorf). Schattendorf ist der einzige Ort in der Gemeinde.
Der Naturpark Rosalia-Kogelberg ist Teil des Gemeindegebiets.

### Nachbargemeinden
| Draßburg                 | Baumgarten                                  |                           |
| Rohrbach bei Mattersburg | Kompassrose, die auf Nachbargemeinden zeigt | Sopron/Ödenburg (Ungarn)  |
| Loipersbach              |                                             | Ágfalva/Agendorf (Ungarn) |

## Geschichte

### Bis 1921
Vor Christi Geburt war das Gebiet Teil des keltischen Königreiches Noricum und gehörte zur Umgebung der keltischen Höhensiedlung Burg auf dem Schwarzenbacher Burgberg. Später im Römischen Reich war das Gebiet Teil der Provinz Pannonia. Es wurden Reste einer Villa rustica in der Nähe der Bahnstation Baumgarten-Schattendorf gefunden.
Im 13. Jahrhundert wurden die Grafen Simon und Bertrand durch den ungarischen König Bela IV. mit Schattendorf belehnt. Dies war der Beginn des Anschlusses an die Grafschaft Forchtenstein. Der 1445 erbenlos verstorbene Wilhelm von Forchtenstein hatte diese dem späteren österreichischen Herzog Albrecht VI. verpfändet. Dies begründete eine nahezu zweihundertjährige Phase der Unterstellung unter österreichische Verwaltung und Steuerhoheit.
1621 (noch als Teil der Herrschaft Forchtenstein) kam Schattendorf an die Familie Esterhazy. Im 17. Jahrhundert wurde Schadendorf, wie der Ort damals genannt wurde, durch die Kuruzzeneinfälle schwer getroffen.
Der Ort gehörte wie das gesamte Burgenland bis 1920/21 staatsrechtlich zu Ungarn (Komitat Ödenburg). Seit 1898 musste aufgrund der Magyarisierungspolitik der Regierung in Budapest der ungarische Ortsname Somfalva Schattendorf verwendet werden. Nach Ende des Ersten Weltkriegs wurde nach zähen Verhandlungen Deutsch-Westungarn in den Verträgen von St. Germain und Trianon 1919 Österreich zugesprochen. Der Ort gehört seit 1921 zum neu gegründeten Bundesland Burgenland (siehe auch Geschichte des Burgenlandes).

### Schattendorfer Urteil

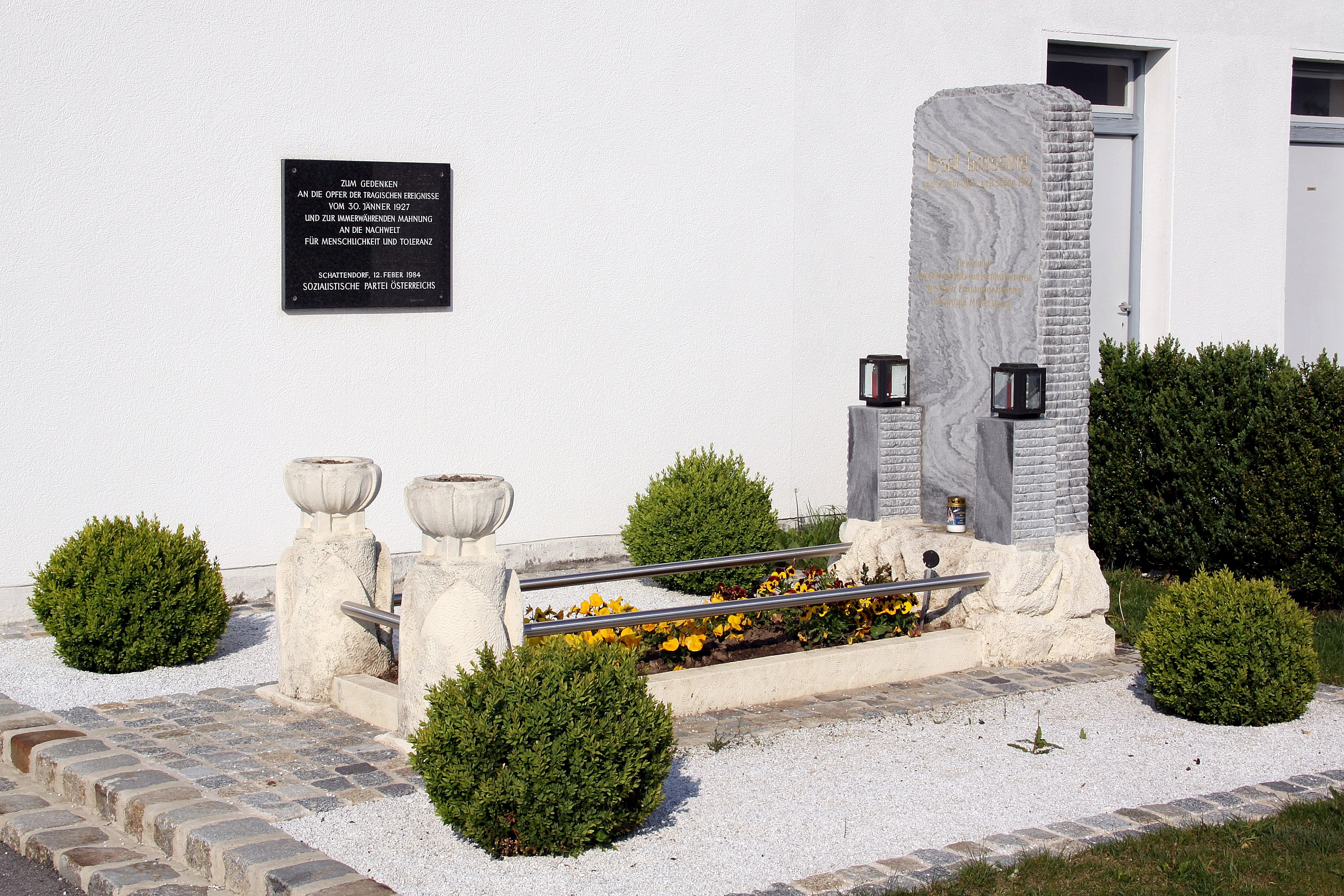
Gedenkstätte für Josef Groessing

Am 30. Jänner 1927 schossen in Schattendorf drei Mitglieder der rechtsstehenden Frontkämpfervereinigung Deutsch-Österreichs auf die zahlenmäßig deutlich überlegenen, jedoch unbewaffneten Teilnehmer einer gegen sie gerichteten Demonstration des Republikanischen Schutzbundes und töteten dabei den sechsjährigen Josef Grössing und den Klingenbacher Schutzbündler Matthias Csmarits. Die Täter wurden von einem Geschworenengericht wegen Notwehr freigesprochen.
Am 15. Juli 1927, einen Tag nach dem Schattendorfer Urteil, versammelten sich aufgebrachte Arbeiter vor dem Justizpalast in Wien, erstürmten diesen und legten anschließend Feuer; die Regierung unter Bundeskanzler Ignaz Seipel ordnete die Niederschlagung der Demonstration an. Die so genannte Julirevolte forderte 89 Tote, auch auf Seiten der Polizei; der abgebrannte Justizpalast und das verschärfte politische Klima waren zusätzliche Schritte in den Bürgerkrieg.

### Wirtschaftskrise 1929
Die Weltwirtschaftskrise 1929 erreichte das Burgenland sehr stark. Die Arbeitslosenquote war so hoch wie nie zuvor, vor allem weil besonders viele Schattendorfer in der Bauwirtschaft als Maurer oder Hilfsarbeiter beschäftigt waren. Gerade für die ländliche Bevölkerung wurde daher der Besitz von Grund und Boden immer bedeutender. Durch anhaltende Wirtschaftskrise wuchs auch die Mitgliederzahl paramilitärischer Verbände.

### Ungarnaufstand 1956
Nachdem die Erklärung der „immerwährenden Neutralität“ in Österreich funktioniert hatte, wollte auch das Nachbarland Ungarn eine solche Erklärung einführen. Dort scheiterte sie jedoch, was zu einem buchstäblichen Bürgerkrieg und einer enormen Flüchtlingsbewegung führte.
Am 4. November 1956 begann der Flüchtlingsstrom. In Schattendorf trafen allein an diesem Tag 500 Menschen ein, die Verpflegung und Unterkünfte benötigten. Sie wurden in Gasthäusern und leerstehenden Klassen der Schule einquartiert. Angesichts der großen Zahl von Flüchtlingen waren Hilfsorganisationen überfordert. Zahlreiche Schattendorferinnen kümmerten sich daher um die Flüchtlinge. Bis März 1957 flohen rund 200.000 Menschen ins Burgenland. Viele von ihnen reisten weiter. Jedoch blieben einige nahe dem Grenzgebiet in der Hoffnung auf eine baldige Rückkehr in die Heimat.
Österreich erhielt für seine Hilfsbereitschaft große internationale Anerkennung. Die große Flucht endete schließlich im Dezember 1956. Der im September demontierte „Eiserne Vorhang“ wurde wieder aufgebaut. Doch dieses Ende bedeutete noch lange nicht das Ende der Fluchtbewegung. Besonders in Schattendorf tauchten immer wieder meist junge Ungarn auf, die die Grenze auf spektakuläre Weise übertreten hatten.

## Kultur und Sehenswürdigkeiten

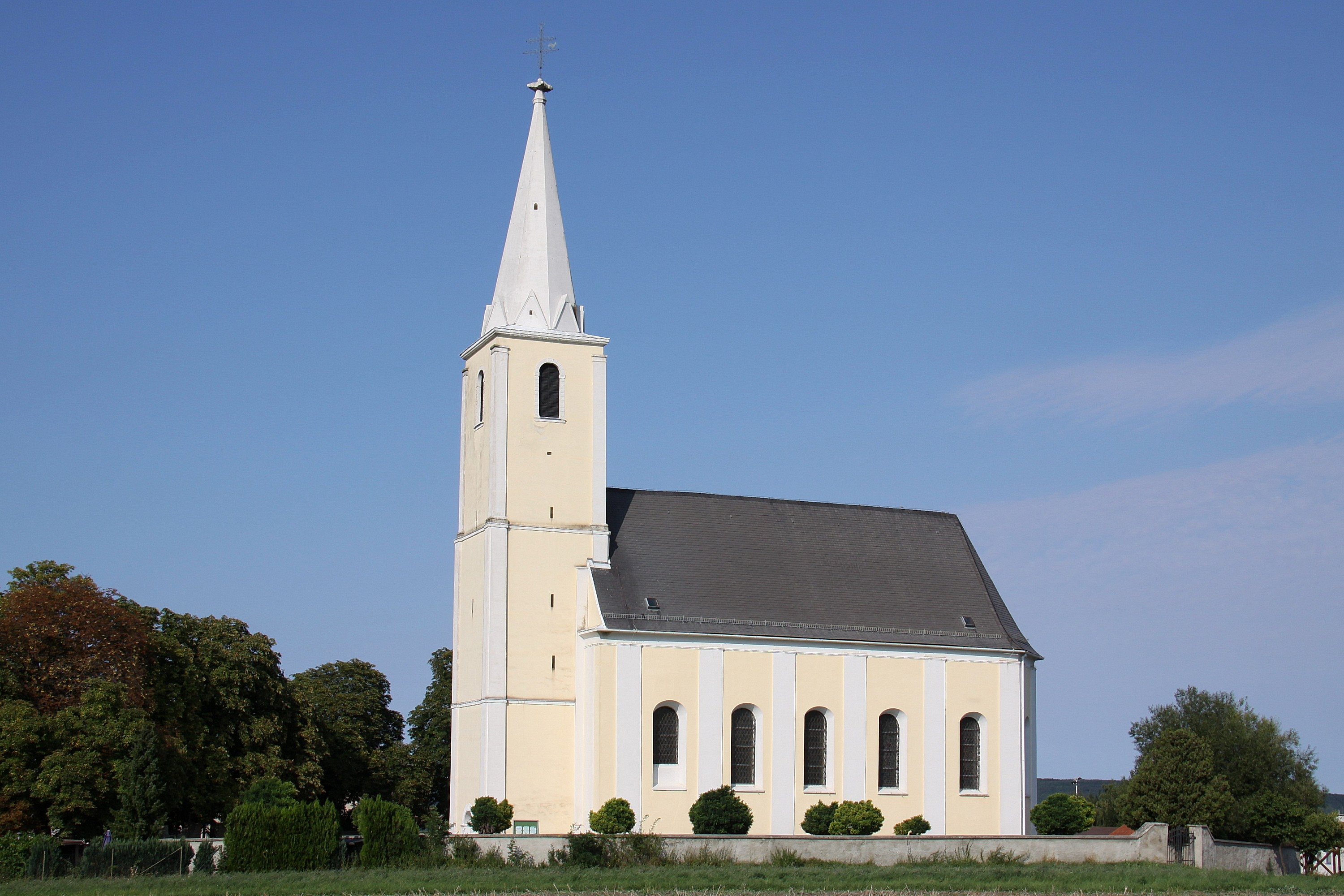
Pfarrkirche Schattendorf

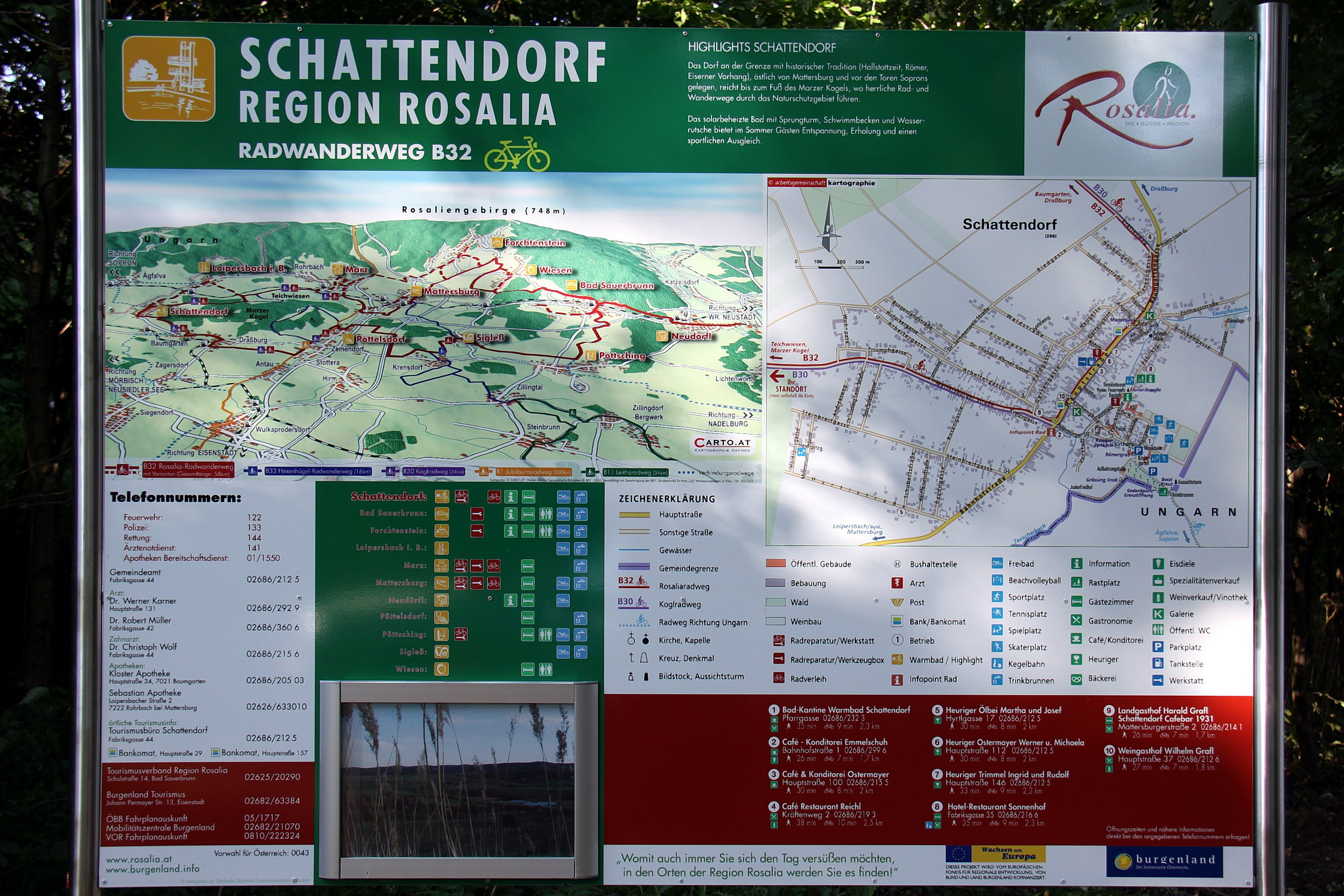
Ortsplan von Schattendorf

- Pfarrkirche Schattendorf zum Hl. Erzengel Michael: Um 1703 erbaut, Anbau des Turms 1747.
- Naturpark Rosalia-Kogelberg: 2006 eröffnet, der Naturpark ist ca. 7.000 Hektar groß
- Schuhmühle – Museums-, Kultur- & Kommunikationshaus: Dauerausstellung „Schüsse von Schattendorf“, Geschichte de Mühle[7]

## Wirtschaft und Infrastruktur

### Bildung

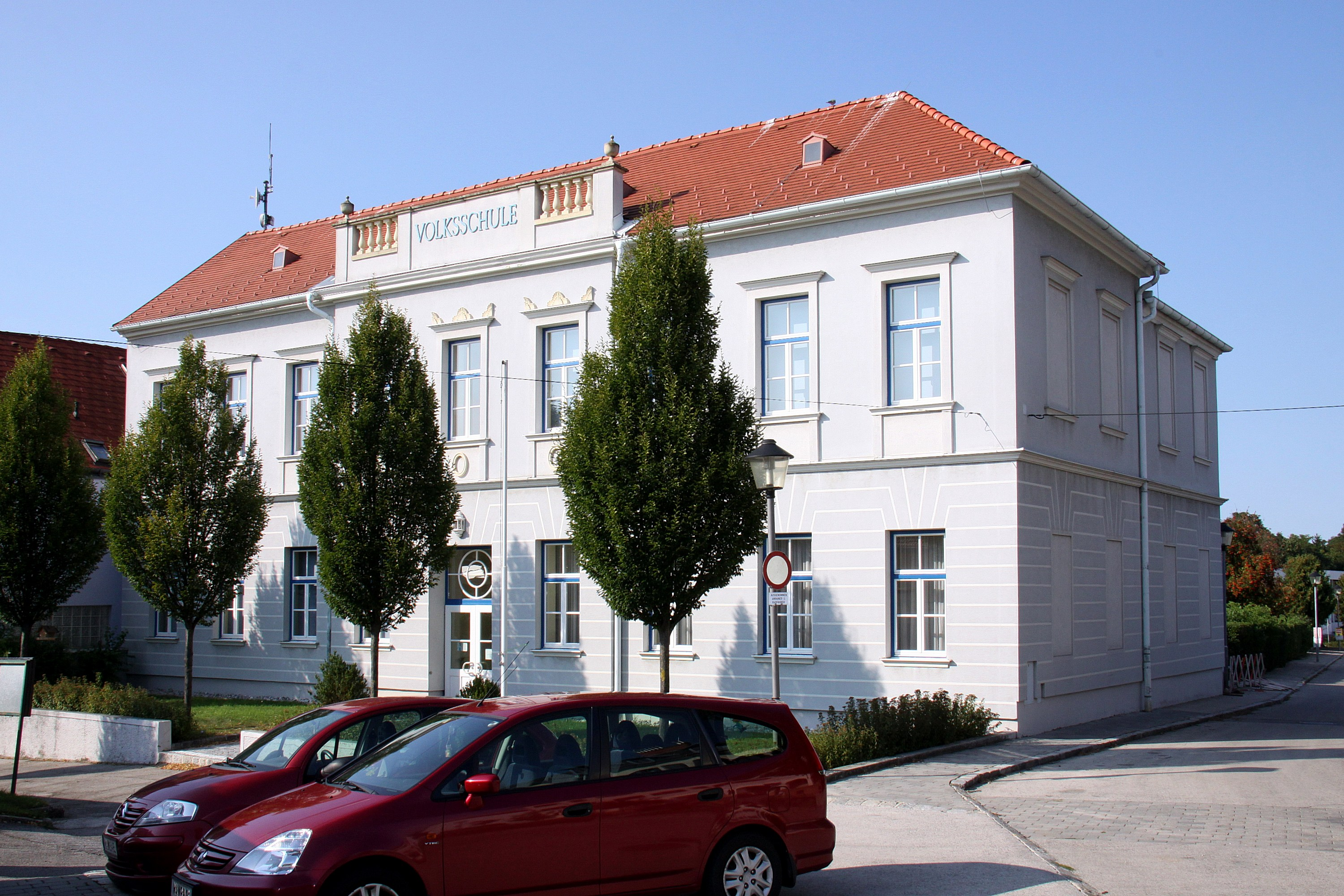
Historische Volksschule Schattendorf

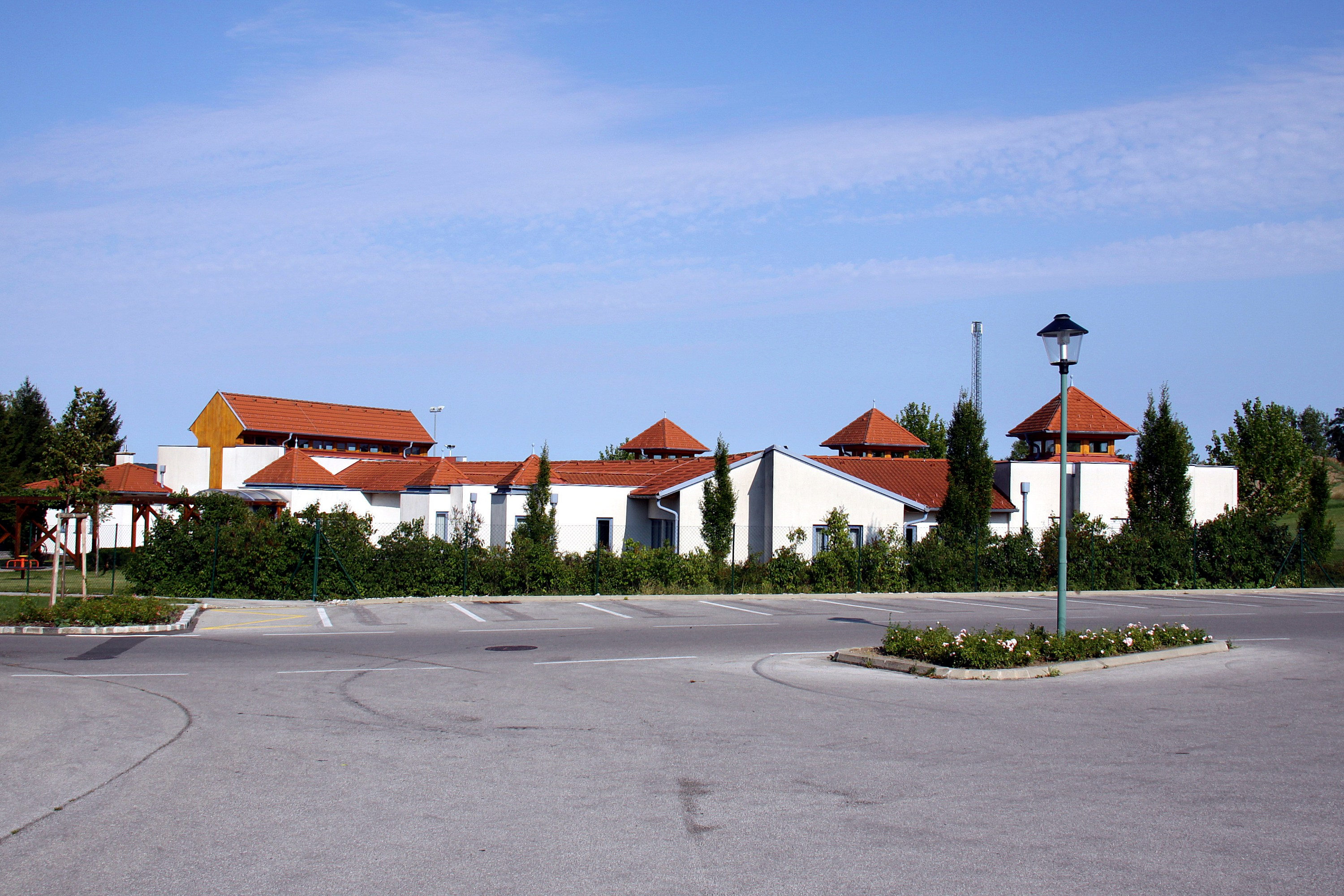
Kindergarten Schattendorf

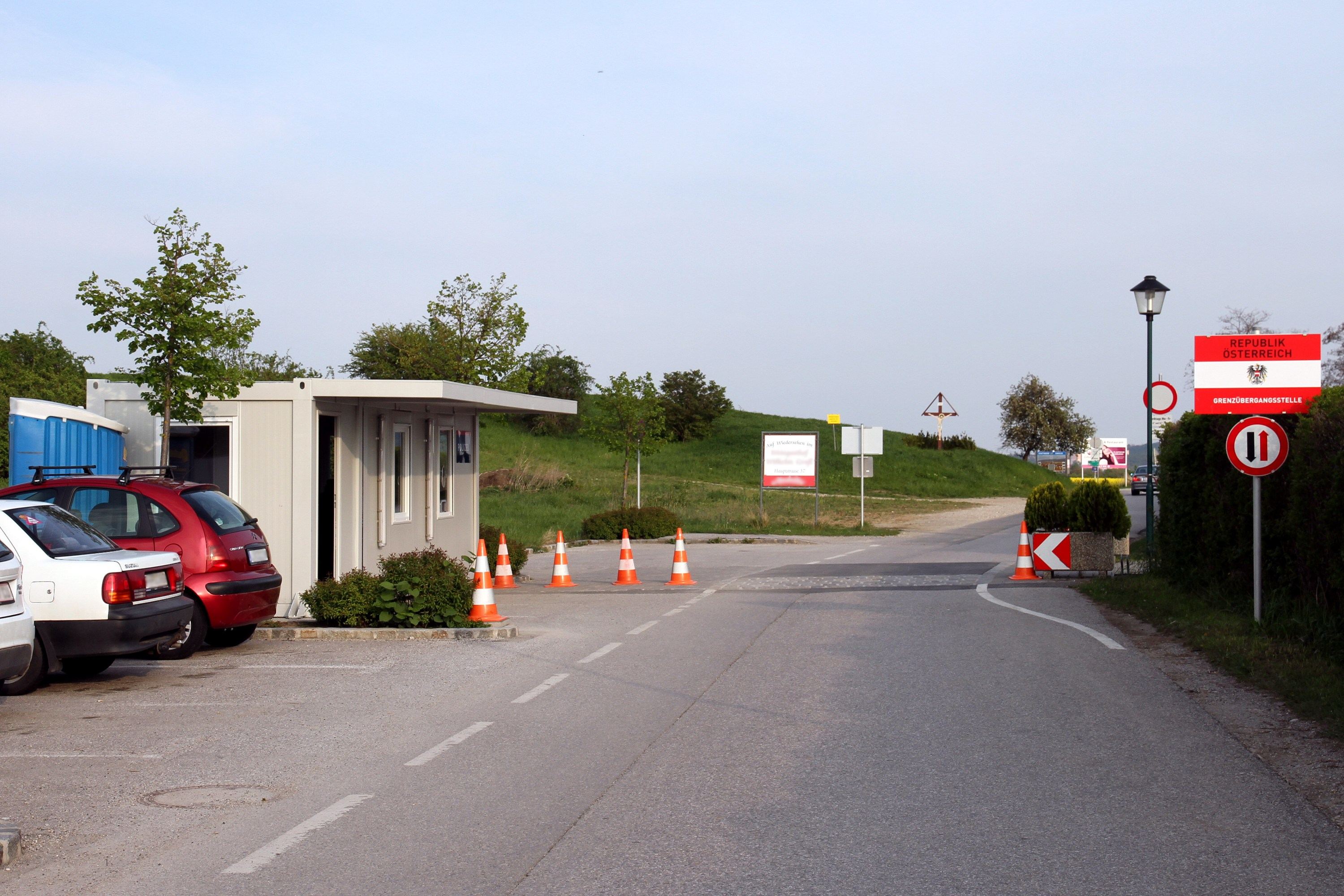
Grenzkontrollstelle Schattendorf/Agfalva

Bereits 1954 begann man in Schattendorf mit der Investition in das Bildungswesen. Ein Um- und Zubau der Volksschule machte den Anfang. Nur zwei Jahre später, 1956, wurde in einem örtlichen Gasthaus eine Hauswirtschaftsschule für Mädchen ins Leben gerufen. Im September 1957 entschied sich der Gemeinderat für den Bau einer Hauptschule. 1963 begann man zu diesem Zweck mit der Planung und Finanzierung des Projektes. Dieses kam nicht nur der Gemeinde selbst, sondern auch den Nachbargemeinden Loipersbach, Baumgarten und Draßburg zugute. Am 6. November 1966 fand die Eröffnung der Hauptschule statt. Somit war ein weiterer großer Schritt für das Schulwesen getan.
1957 startete außerdem der Bau des Kindergartens im Pfarrhof Schattendorf. Erst im Jahr 1992 wechselte der Kindergarten seine Trägerschaft. Von nun an stand er im Eigentum der Gemeinde. 1995 traf der Gemeinderat die Entscheidung, einen neuen Kindergarten zu erbauen, welcher 1996 fertiggestellt und eröffnet wurde.
Seit dem Schuljahr 2009/10 wurde die Hauptschule Schattendorf in eine Neue Mittelschule umgewandelt.

### Verkehr
Hauptstraße des Ortes ist die Landesstraße L224. Es existiert ein Grenzübergang nach Ágfalva (Agendorf). Der Bahnhof Loipersbach-Schattendorf liegt an der Mattersburger Bahn.
Am 1. März 2023 wurde mit dem Umbau der Hauptstraße zur Einrichtung einer Fußgängerzone begonnen und dafür der Grenzübergang für Autos gesperrt. Zum Befahren der Fuzo per Kfz – in Schritttempo – ist in Zukunft eine Ausnahmebewilligung nötig, die rund 160 € für 2 Jahre kostet und nur an Anrainer, also Bewohner von Schattendorf und Agendorf (Agfalva) vergeben wird.

## Politik

### Gemeinderat
Der Gemeinderat umfasst aufgrund der Einwohnerzahl insgesamt 23 Mitglieder.
| Partei          | 2022             | 2022             | 2022             | 2017    | 2017    | 2017    | 2012             | 2012             | 2012             | 2007             | 2007             | 2007             | 2002             | 2002             | 2002             | 1997             | 1997             | 1997             |
| Partei          | Sti.             | %                | M.               | Sti.    | %       | M.      | Sti.             | %                | M.               | Sti.             | %                | M.               | Sti.             | %                | M.               | Sti.             | %                | M.               |
| --------------- | ---------------- | ---------------- | ---------------- | ------- | ------- | ------- | ---------------- | ---------------- | ---------------- | ---------------- | ---------------- | ---------------- | ---------------- | ---------------- | ---------------- | ---------------- | ---------------- | ---------------- |
| SPÖ             | 1187             | 80,09            | 19               | 1202    | 75,65   | 18      | 1296             | 77,14            | 18               | 1276             | 75,59            | 18               | 1311             | 77,21            | 18               | 1.089            | 68,97            | 15               |
| ÖVP             | 220              | 14,84            | 3                | 254     | 15,98   | 4       | 292              | 17,38            | 4                | 348              | 20,62            | 5                | 302              | 17,79            | 4                | 300              | 19,00            | 4                |
| FPÖ             | 75               | 5,06             | 1                | 116     | 7,30    | 1       | 92               | 5,48             | 1                | 64               | 3,79             | 0                | 85               | 5,01             | 1                | 190              | 12,03            | 2                |
| BLS A1          | nicht kandidiert | nicht kandidiert | nicht kandidiert | 17      | 1,07    | 0       | nicht kandidiert | nicht kandidiert | nicht kandidiert | nicht kandidiert | nicht kandidiert | nicht kandidiert | nicht kandidiert | nicht kandidiert | nicht kandidiert | nicht kandidiert | nicht kandidiert | nicht kandidiert |
| Wahlberechtigte | 2070             | 2070             | 2070             | 2092    | 2092    | 2092    | 2150             | 2150             | 2150             | 2140             | 2140             | 2140             | 2081             | 2081             | 2081             | 1986             | 1986             | 1986             |
| Wahlbeteiligung | 76,14 %          | 76,14 %          | 76,14 %          | 81,31 % | 81,31 % | 81,31 % | 84,56 %          | 84,56 %          | 84,56 %          | 83,60 %          | 83,60 %          | 83,60 %          | 87,70 %          | 87,70 %          | 87,70 %          | 89,22 %          | 89,22 %          | 89,22 %          |

### Gemeindevorstand
Neben Bürgermeister Thomas Hoffmann (SPÖ) und Vizebürgermeister Thomas Plank (SPÖ) gehören weiters Dieter Dorfmeister (SPÖ), Anita Bernhardt (SPÖ), Yvonne Uebelbacher (SPÖ), Rainer Schlögl (SPÖ) und Christian Schuh (ÖVP) dem Gemeindevorstand an.
Gemeindekassier ist Marcus Pauly (SPÖ).

### Bürgermeister
Am 2. Februar 2012 folgte Johann Lotter (SPÖ) Alfred Grafl (SPÖ) als Bürgermeister nach. Bei der Bürgermeisterdirektwahl 2017 wurde er mit 78,68 % in seinem Amt bestätigt. Seine beiden Mitbewerber Christian Schuh (ÖVP) und Jennifer Pauer (BLS) erreichten 18,05 % bzw. 3,27 %.
Bei der Wahl 2022 wurde Thomas Hoffmann mit 81,87 Prozent der Stimmen im ersten Wahlgang zum Bürgermeister gewählt.

#### Bürgermeister
Quelle: Atlas Burgenland
- 1923–1931 Johann Grafl (CS)
- 1931–1934 Johann Trimmel (Oppositionspartei)
- 1934–1938 Johann Bauer (Vaterländische Front)
- 1938–1945 Michael Plank (Gemeindeverwalter)
- 1945–1952 Michael Pinter (SPÖ)
- 1952–1957 Stefan Simon (SPÖ)
- 1957–1977 Matthias Pinter (SPÖ)
- 1977–1987 Herbert Pinter (SPÖ)
- 1987–2012 Alfred Grafl (SPÖ)
- 2012–2022 Johann (Hans) Lotter (SPÖ)[16][18]
- seit 2022: Thomas Hoffmann[18]

### Wappen
|  | Im Jahr 1999 erhielt die Gemeinde das Recht, ein Wappen zu führen und wurde im Jahr 2003 zur Marktgemeinde ernannt (Veröffentlichung im LGBl.Nr. 24/2003). Blasonierung: „In einem von Blau und Silber geteilten Schild oben eine silberne, unten eine blau gestürzte Häuserzeile mit einer Kirche in der Mitte“. |

### Gemeindepartnerschaften
- Seit 21. Juni 2003 besteht mit Rohrdorf (am Inn) in Bayern eine Gemeindepartnerschaft.[21]

## Söhne und Töchter der Gemeinde
- Michael Pinter (1899–1954), Angestellter und österreichischer Politiker (SPÖ)
- Josef Hans Grafl (1921–2008), österreichischer Widerstandskämpfer gegen den Nationalsozialismus
- Matthias Pinter (1922–1996), Hauptschuldirektor und österreichischer Politiker (SPÖ)
- Fritz Ostermayer (* 1956), österreichischer Journalist, Autor, DJ und Musiker
- Josef Ostermayer (* 1961), österreichischer Politiker (SPÖ)
- Chris Haring (* 1970), österreichischer Tänzer und Choreograf